# Pac-Man (EP)
 (octobre 2007).
Si vous disposez d'ouvrages ou d'articles de référence ou si vous connaissez des sites web de qualité traitant du thème abordé ici, merci de compléter l'article en donnant les références utiles à sa vérifiabilité et en les liant à la section « Notes et références ».
Pac-Man est un maxi de musique électronique de Power-Pill, l'un des nombreux pseudonymes de Richard D. James, plus connu sous son pseudonyme d'Aphex Twin. Il est sorti le 25 mai 1992 sur le label FFRR Records.

## Détails
Les pistes de l'album sont des remixes du thème musical du jeu d'arcade Pac-Man.
Ce maxi est le seul disque pour lequel James a utilise le pseudonyme de Power-Pill.

## Pistes
Pac-Man a été édité en format vinyle, CD et cassette. L'édition CD comporte une piste supplémentaire par rapport à l'édition vinyle.
Version CD
1. « Pac-Man (Original Edit) » — 3:32
2. « Pac-Man (Ghost Mix) » — 4:12
3. « Pac-Man (Choci's Hi-Score Mix) » — 5:35
4. « Pac-Man (Mickey Finn's Yum Yum Mix) » — 5:04
5. « Pac-Man (Original Full Version) » — 4:04

Version cassette single
Les deux faces de la cassette contiennent les deux mêmes pistes :
1. « Pac-Man (Original Edit) » — 3:29
2. « Pac-Man (Mickey Finn's Yum Yum Edit) » — 4:30

Version vinyle
- Face A :
  1. « Pac-Man (Power-pill Mix) » — 4:04
  2. « Pac-Man (Ghost Mix) » — 4:06
- Face B :
  1. « Pac-Man (Choci's Hi-score Mix) » — 5:31
  2. « Pac-Man (Mickey Finn's Yum Yum Mix) » — 4:59

Version vinyle promotionnelle
- Face A :
  1. « Pac-Man (Original Full Version) » — 4:04
  2. « Pac-Man (Ghost Mix) » — 4:06
- Face B :
  1. « Pac-Man (Choci's Hi-Score Mix) » — 5:31
  2. « Pac-Man (Mickey Finn's Yum Yum Mix) » — 4:59